# Thermocellio kenyensis
Thermocellio kenyensis là một loài chân đều trong họ Porcellionidae. Loài này được Schmoelzer miêu tả khoa học năm 1974.